# Pandanus humifer
Pandanus humifer är en enhjärtbladig växtart som beskrevs av Harold St.John. Pandanus humifer ingår i släktet Pandanus och familjen Pandanaceae. Inga underarter finns listade.